# La Peur du clown
La Peur du clown est un épisode de la série télévisée d'animation Les Simpson. Il s'agit du quatorzième épisode de la vingt-neuvième saison et du 632e épisode de la série. Il est diffusé pour la première fois le 1er avril 2018 aux États-Unis.

## Synopsis
Bart fait une mauvaise blague aux habitants de Springlfield pour se venger du principal Skinner. Par la suite, la ville entière est terrorisée par les clowns et Krusty finit par perdre son émission. Bart est envoyé en centre de rééducation tandis que Krusty se lance dans une toute nouvelle carrière...

## Réception
Lors de sa première diffusion l'épisode a attiré 2,06 millions de téléspectateurs.